# Mark Grey
Mark Grey (Evanston, 1 de gener de 1967) és un compositor de música clàssica estatunidenc. El 2019 el Théâtre de la Monnaie de Brussel·les li va encarregar l'estrena de l'òpera Frankenstein, basada en Frankenstein de Mary Shelley, per commemorar els 200 anys de la novel·la, amb llibret de la catalana Júlia Canosa i Serra i direcció escènica d'Àlex Ollé (La Fura dels Baus).

## Carrera com a compositor[calcitació]
Grey va fer el seu debut al Carnegie Hall com a compositor amb el Kronos Quartet el 2003. La seva música per a solista, ensemble i orquestra ha estat interpretada en nombroses sales, com la sala d'actes de Sydney Opera House, el Théâtre de la Ville de París, el Barbican Centre de Londres, el Het Muziektheater d'Amsterdam, el Carnegie Hall's Zankel Hall i el Philharmonie Hall de Varsòvia, UNESCO. Palacio de Bellas Artes a Ciutat de Mèxic, Symphony Hall a Phoenix, Royce Hall a Los Angeles, així com a festivals de Ravinia, Cabrillo] OtherMinds, Perth International i Spoleto.
Durant un període de dos mesos a la primavera del 2011, Grey va rebre tres estrenes mundials en tres de les grans sales de concerts del món. La primera obra va ser per a la soprano Jessica Rivera i The MEME Ensemble, titulada Sortash Sorushān (Àngels de foc), al Carnegie Hall, Cal Performances i la comissió Meet The Composer, que es va estrenar al Carnegie's Zankel Hall. El llibret d'aquesta obra va ser creat pel poeta Niloufar Talebi. La segona obra, titulada Mugunghwa (Rose de Sharon), per a la violinista Jennifer Koh, The Los Angeles Master Chorale i orquestra de cambra es va estrenar a The Walt Disney Concert Hall de Los Angeles. Finalment, l'Orquestra Simfònica d'Atlanta va encarregar a Grey que escrivís una fanfàrria per a l'orquestra celebrant el desè aniversari de Robert Spano com a director musical i el desè aniversari de Donald Runnicles com a director invitat principal.